# Sant Joan de Montdarn
|  | Aquest article tracta sobre l'església. Si cerqueu l'entitat de població, vegeu «Sant Joan de Montdarn (Viver i Serrateix)». |

Sant Joan de Montdarn és una església romànica al terme municipal de Viver i Serrateix, consagrada l'any 922. Sembla que fins a l'any 1017 hi va haver una petita comunitat monàstica, i de llavors ençà és només parròquia.
De l'església original en queda ben poc: l'absis, amb arcs i franges llombardes, és típic del romànic del segle xi. La nau va ser allargada al segle xiv, i la coberta sobrealçada al segle xvi, el retaule és barroc, i encara es van fer altres modificacions al segle xviii.
S'anomena, també, Sant Joan de Cor-de-roure, perquè aquest és el nom de la masia que es troba al davant. La rectoria està adossada a la mateixa església.

## Arquitectura

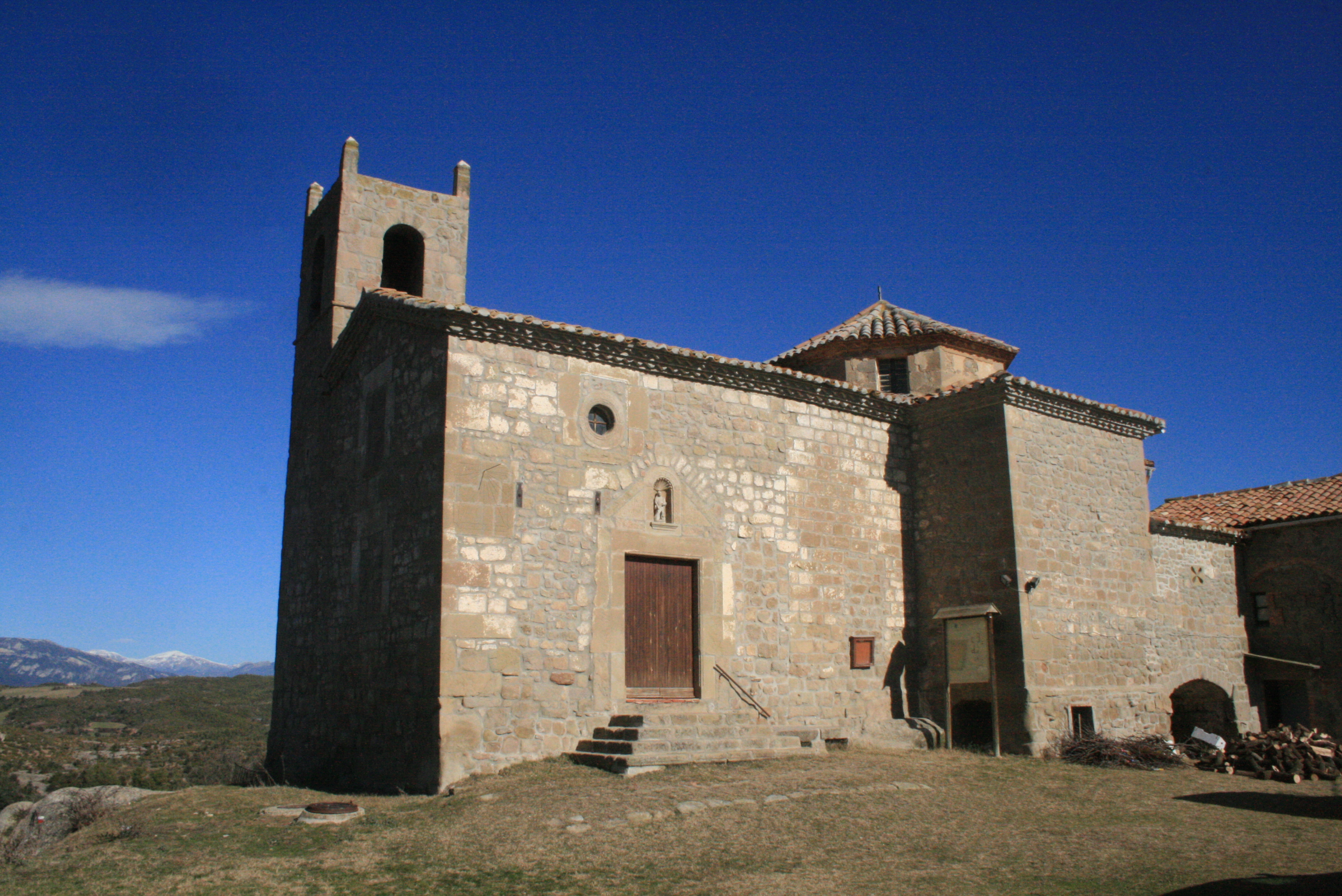
Església de Sant Joan de Montdarn

L'església de Sant Joan de Montdarn és producte de successives ampliacions. Malgrat les diferents etapes constructives, presenta una planta de creu llatina amb un transsepte marcat i un absis de mig punt. De l'edifici del segle x no se'n conserva res. Dels segles xi i xii només en resta l'absis i un pany del mur nord. L'absis, situat a llevant, és de planta semicircular i ornamentat amb bandes llombardes i arcuacions cegues, pròpies del primer romànic però reformades posteriorment. Encara conserva una finestra originària, tot i que transformada, al centre mateix. També d'època romànica es conserva la portada. Possiblement cap al segle xiv s'amplià l'església sobrealçant els murs i construint una nova volta. L'any 1784 l'església s'amplià fins als 18,90 m actuals, tot transformant la nau i construint el creuer coronat per un cimbori vuitavat amb quatre finestres obertes i quatre de cegues. Es construí la sagristia i el campanar i s'alçà novament el creuer i el cimbori, ara amb rajoles (5,5 m d'alçada); també s'enguixà l'interior i es feu una àmplia cornisa. L'any 1937, moment en què l'església fou habilitada com a escola, es van obrir unes finestres a l'absis.

## Història
Les primeres notícies de Sant Joan Montdarn corresponen al segle ix (899) i es relacionen amb un monestir de monjos depenent de Sant Joan de les Abadesses. L'abadessa Emma, filla del comte Guifré el Pilós i germana del comte Miró, dins la política de repoblació del sector duta a terme per la família comtal, feu consagrar l'església pel bisbe d'Urgell Radulf, germà seu, l'any 922. Quan el monestir de Sant Joan de les Abadesses passà a ser comunitat canonical (1017), sembla que s'hi traslladaren els monjos de Sant Joan de Montdarn, tot passant a ser una simple parròquia rural. L'any 1452 el cavaller Alemany de Tord era senyor de Sant Joan Montdarn. Donà aquesta propietat al seu fill Bernat de Tord en casar-se amb Violant de Sarrià, fundador de la gran Masia de les Cots. L'església conserva la tomba de la família Cots de l'any 1694 als peus del presbiteri. Als segles XIV-XVI Sant Joan passà a ser sufragània de Viver i l'any 1896 el bisbe de Solsona Ramon Riu va promoure la seva sufragània dotant-la amb una ajuda econòmica. El Patronat d'Amics de Serrateix va impulsar la restauració de Sant Joan Montdarn, que culminà el 1981. Antigament es conservava una talla de la Verge amb el Nen del segle xiii que forma part, actualment, d'una col·lecció particular de Barcelona.